# Jonna Luthman
Jonna Luthman (ur. 15 października 1998) – szwedzka narciarka alpejska, wicemistrzyni świata. W 2016 roku wystartowała na igrzyskach olimpijskich młodzieży w Lillehammer, gdzie zajęła między innymi dziewiąte miejsce w zawodach drużynowych i jedenaste w supergigancie. Na mistrzostwach świata w Cortina d’Ampezzo w 2021 roku wspólnie z Sarą Hector, Estelle Alphand, Williamem Hanssonem, Mattiasem Rönngrenem i Kristofferem Jakobsenem zdobyła srebrny medal w zawodach drużynowych.
W zawodach Pucharu Świata zadebiutowała 26 października 2019 roku w Sölden, gdzie nie ukończyła pierwszego przejazdu giganta. Pierwsze pucharowe punkty wywalczyła 27 lutego 2022 roku w Crans-Montana, zajmując 30. miejsce w zjeździe.

## Osiągnięcia

### Mistrzostwa świata
| Miejsce | Dzień     | Rok  | Miejscowość       | Konkurencja       | Czas biegu | Strata | Zwyciężczyni                        |
| ------- | --------- | ---- | ----------------- | ----------------- | ---------- | ------ | ----------------------------------- |
| DNQ     | 16 lutego | 2021 | Cortina d’Ampezzo | Gigant równoległy | -          | -      | Marta Bassino Katharina Liensberger |
| 2.      | 17 lutego | 2021 | Cortina d’Ampezzo | Zawody drużynowe  | -          | -      | Norwegia                            |

### Mistrzostwa świata juniorów
| Miejsce | Dzień       | Rok  | Miejscowość  | Konkurencja     | Czas biegu | Strata | Zwyciężczyni       |
| ------- | ----------- | ---- | ------------ | --------------- | ---------- | ------ | ------------------ |
| DNF2    | 30 stycznia | 2018 | Davos        | Gigant          | 1:39,66    | -      | Julia Scheib       |
| DNF1    | 31 stycznia | 2018 | Davos        | Slalom          | 1:46,51    | -      | Meta Hrovat        |
| DNF     | 4 lutego    | 2018 | Davos        | Supergigant     | 1:12,22    | -      | Kajsa Vickhoff Lie |
| DNF1    | 5 lutego    | 2018 | Davos        | Superkombinacja | 2:03,41    | -      | Aline Danioth      |
| DNF2    | 19 lutego   | 2019 | Val di Fassa | Gigant          | 1:54,99    | -      | Alice Robinson     |
| DNF     | 24 lutego   | 2019 | Val di Fassa | Supergigant     | 1:14,54    | -      | Hannah Sæthereng   |
| DNF     | 24 lutego   | 2019 | Val di Fassa | Kombinacja      | 2:03,77    | –      | Nicole Good        |

### Igrzyska olimpijskie młodzieży
| Miejsce | Dzień     | Rok  | Miejscowość | Konkurencja                 | Czas biegu | Strata | Zwyciężczyni     |
| ------- | --------- | ---- | ----------- | --------------------------- | ---------- | ------ | ---------------- |
| 11.     | 13 lutego | 2016 | Lillehammer | Supergigant                 | 1:11,93    | +2,73  | Nadine Fest      |
| DNQ     | 14 lutego | 2016 | Lillehammer | Superkombinacja             | 1:55,74    | -      | Aline Danioth    |
| DNF1    | 16 lutego | 2016 | Lillehammer | Gigant                      | 2:33,28    | -      | Mélanie Meillard |
| DNF2    | 18 lutego | 2016 | Lillehammer | Slalom                      | 1:43,21    | +3,57  | Aline Danioth    |
| 9.      | 20 lutego | 2016 | Lillehammer | Drużynowy slalom równoległy | -          | -      | Niemcy           |

### Puchar Świata

#### Miejsca w klasyfikacji generalnej
- sezon 2019/2020: -
- sezon 2020/2021: -
- sezon 2021/2022: 128.

#### Miejsca na podium w zawodach
Luthman nie stawała na podium zawodów PŚ.